# Liră din Jersey

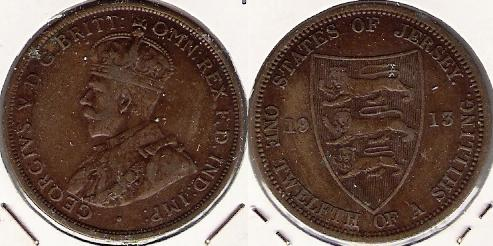
1/12 de „chelin” din Jersey datând din 1913. Avers: GEORGIVS V D G BRITT OMN REX FD IND IMP; bust încoronat spre stânga; revers: STATES OF JERSEY ONE TWELFTH OF A SHILLING, în centru, stema insulelor Jersey și milesimul: 19 13, de o parte și de alta a stemei

Lira din Jersey (în engleză Jersey pound sau, mai simplu, pound; în franceză Livre de Jersey sau, mai simplu, livre; în dialectul normand din Jersey: louis d'Jèrri sau, mai simplu, louis) este, împreună cu lira sterlină, unitatea monetară principală a domeniului (în engleză: bailiwick, iar în franceză: bailliage) Jersey. 

## Istorie
În timpul Revoluției Franceze, în 1795, livra franceză a fost înlocuită cu francul. Totuși Jersey recunoștea ca având curs legal livra franceză ale cărei monede metalice aflate în circulație în Jersey deveneau din ce în ce mai uzate și mai rare.
Până în 1834, se foloseau îndeosebi monede franceze schimbabile contra lirelor sterline, la o rată de 26 la 1. Ca reacție la înlocuirea livrei franceze cu francul francez, care a condus la reducerea aprovizionării Jersey cu monede și la dificultăți în materie de comerț și de plăți, un decret al Consiliului din 1834 a adoptat lira sterlină ca singură monedă având curs legal oficial în Jersey. Monede de cupru franceze au continuat, totuși, să circule alături de monedele de argint britanice, la o rată de 26 de sous pentru un șiling. Monedele exprimate în sou rămânând mărunțișul principal al Jersey, o monedă de cupru bazată pe un penny pentru 1/13 șilingi, adică echivalentul a 2 sous, a fost emisă pentru Jersey în 1841. Acest sistem a durat până la introducerea unui penny de 1/12 șilingi în 1877.
La 7 februarie 1923, Statele Jersey au adoptat o lege care viza interzicerea importului de monede de cupru străine care aveau valoarea mai mare decât 20 de sous. Această lege a fost confirmată printr-un decret al Consilului din 12 martie 1923 și înregistrată la Curtea Regală la 7 aprilie 1923. Statele Jersey au luat apoi măsuri pentru eliminarea monedelor de cupru franceze aflate în circulație. La 2 august 1923, Statele Jersey au autorizat preschimbarea monedelor de cupru franceze cu monede de cupru jersieze. Între 27 august și 8 septembrie, Trezoreria a recuperat în birourile sale de schimb un mare număr de monede de mică valoare de 1 și de 2 sous francezi contra monede din Jersey. Serviciul finanțelor din Jersey a plasat anunțuri în presă în acest scop, specificând că moneda franceză nu va mai avea curs legal.
În timpul ocupației germane din Al Doilea Război Mondial, a fost emisă o serie de bancnote desenate de Edmund Blampied.

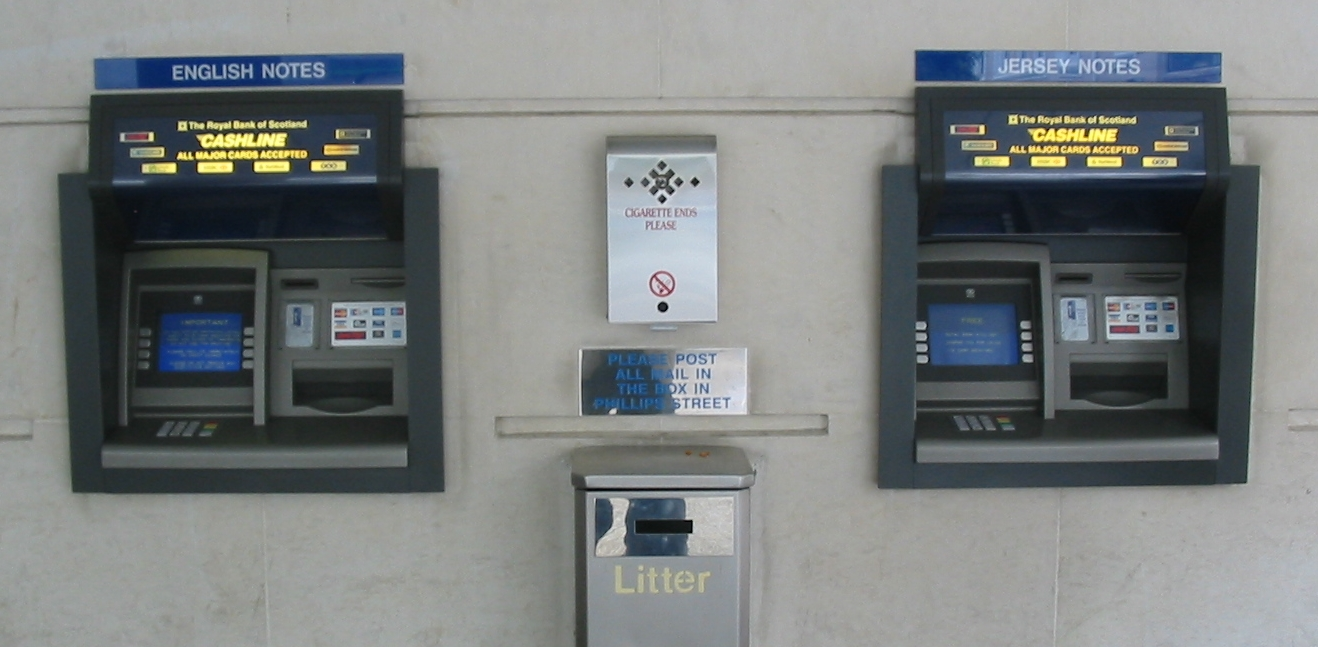
ATM-uri duale, care distribuie bancnote engleze (stânga) și jersieze (dreapta)

## Lira din Jersey actuală
Lira jersieză (bancnote și monede metalice emise de Statele Jersey) circulă liber alături de bancnotele engleze, guernsieze, scoțiene, dar și de monedele metalice emise în Guernsey și în Regatul Unit. Băncile propun spre alegere ATM-uri, în așa fel încât clienții să poată să-și retragă bancnotele jersieze sau engleze, potrivit nevoilor lor.

### Bancnote emise în 1989
Fiecare din bancnotele jerseyeze poartă portretul Regine, iar în filigran, capul unei vaci de rasă jerseyeză.
- 1 liră: verde, biserica parohială din Saint-Hélier,
  - în 2004, o bancnotă comemorativă a fost emisă pentru sărbătorirea a 800 de ani de independență jerseyeză. Este verde cu auriu și reprezintă castelul Mont-Orgueil (Saint-Martin).
- 5 lire: purpuriu, farul de la Corbière (Saint-Brélade)
- 10 lire: roșu, Bătălia de la Jersey, 1781 (Saint-Hélier)
- 20 lire: albastru, conacul (castelul) din Saint-Ouën
- 50 lire: brun, Casa Guvernatorului (Saint-Sauveur)

### Bancnote emise în 2010
Un nou set de bancnote din Jersey a fost emis la 26 aprilie 2010. Bancnotele prezintă texte trilingve: engleză, franceză și în Jèrriais. La 1 iunie 2012, a fost emisă o bancnotă comemorativă, cu valoarea nominală de 100 de lire sterline, cu prilejul Jubileului de diamant al Reginei Elisabeta a II-a. 
Aversul bancnotelor (£ 1 - £ 50) include un portret al reginei Elisabeta a II-a, bazat pe o fotografie de Mark Lawrence, alături de o vedere a unui reper important din Jersey, cu text în engleză. Reversul fiecărei bancnote include o imagine a unuia dintre numeroase turnuri istorice ale apărarii de coastă din Jersey, construite în secolul al XVIII-lea, precum și o imagine suplimentară de importanță culturală sau peisaj, imagini de pe culmile celor douăsprezece parohii, și denumirea redactată în limba franceză și în Jèrriais. Filigranul reprezentând vaca de Jersey este menținut, fiind incluse unele elemente suplimentare de securitate. La bancnotele cu valori nominale de 10 £, 20 £ și 50 £ există câte o hologramă care reprezintă o imagine variabilă a stemei Jersey și, pe fundal, farul de La Corbière. Noile modele au fost prezentate publicului pentru prima dată, la 22 februarie 2010.
| Denumirea | Culoarea          | Desenul aversului                                                   | Desenul reversului                                |
| --------- | ----------------- | ------------------------------------------------------------------- | ------------------------------------------------- |
| 1 liră    | Verde             | Regina Elisabeta a II-a; Eliberarea (sculptură) în Saint Hélier     | Turnul Le Hocq; La Hougue Bie                     |
| 5 lire    | Albastru ca cerul | Regina Elisabeta a II-a; Le Rât Cottage                             | Turnul Archirondel; Les Augrès Manor              |
| 10 lire   | Siena arsă        | Regina Elisabeta a II-a; Hermitage din Saint Hélier                 | Turnul Seymour; Lalique sculptură în Glass Church |
| 20 lire   | Violet            | Regina Elisabeta a II-a; States Building                            | Turnul La Rocco; States Chamber                   |
| 50 lire   | Roșu              | Regina Elisabeta a II-a; Turnul Mont Orgueil                        | Turn, Ouaisné; La Marmotière, Les Écréhous        |
| 100 lire  | Purpuriu          | Regina Elisabeta a II-a; Harta insulei Jersey și Peninsula Cotentin | Marina Regală din Jersey; Drapelul Jersey         |

### Monede metalice
Fiecare monedă metalică poartă gravată efigia Reginei și deviza Bailiwick of Jersey.
- 1 penny: turnul Hocq (Saint-Clément)
- 2 pence: Hermitage de saint Hélier
- 5 pence: turnul din Avarizon (Grouville)
- 10 pence: Pouquelaye de Faldouet (dolmenul de la Saint-Martin)
- 20 pence: farul de la Corbière (Saint-Brélade)
- 50 pence: castelul de la Grosnez (Saint-Ouën)

Deși Regatul Unit și-a înlocuit bancnota cu valoarea nominală de 1 liră printr-o monedă metalică, Jersey și-a păstrat bancnota emițând și o piesă metalică. Piesa jerseyeză de 1 liră prezintă, în fiecare an de emisiune, câte o imagine diferită. Până acum, a reprezentat serii heraldice și nave istorice. De-a lungul marginii, este gravată  deviza Insula Caesarea („Insula Jersey”, în latină). A fost emisă și o piesă de 2 lire, însă este rară.